# نيكولاس نونيز
نيكولاس نونيز (بالإسبانية: Nicolás Núñez)‏ (12 سبتمبر 1984 بسانتياغو في تشيلي - ) هو مدرب كرة قدم ولاعب كرة قدم تشيلي في مركز الوسط. لعب مع إيفرتون دي فينا ديل مار ونادي ألباسيتي ونادي أونيفرسيداد كاتوليكا ويونيون إسبانيولا وهواتشيباتو وديبورتيفو نوبلينس ‏ وبويرتو مونت ‏ وسان ماركوس دي أريكا ‏ وديبورتيس ماجالانز.

## وصلات خارجية
- نيكولاس نونيز على موقع قاعدة بيانات كرة القدم.إي يو (الإنجليزية)
- نيكولاس نونيز على موقع Soccerway.com (الإنجليزية)
- نيكولاس نونيز على موقع AS.com (الإسبانية)